# David Martin (piłkarz)
David Edward Martin (ur. 22 stycznia 1986 w Romfordzie) – angielski piłkarz, gracz West Ham United. Syn byłego gracza West Hamu Alvina Martina.
13 stycznia 2006 roku przeszedł z Milton Keynes Dons do Liverpoolu. „The Reds” zapłacili ekwiwalent za wyszkolenie w wysokości 250 000 funtów. Jego kontrakt obowiązywał do 2010 roku. W maju 2010 roku Martin powrócił do Milton Keynes Dons.